# Szymon Majewski

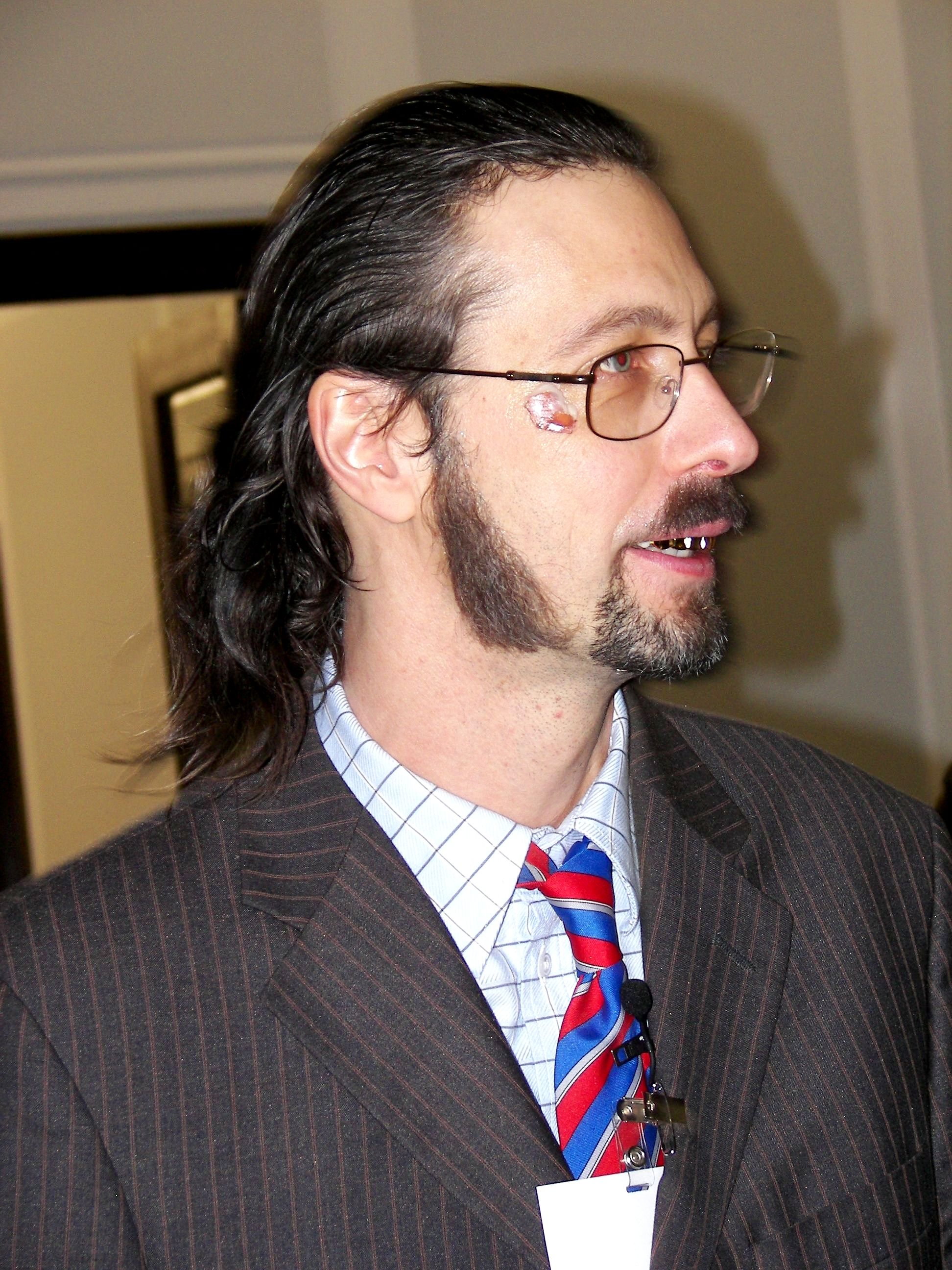
Szymon Majewski

Szymon Majewski, född 1 juni 1967 i Warszawa, är polsk journalist, underhållare, radio- och TV-presentatör, satiriker och skådespelare. Han är utbildad steriliseringstekniker.

## Karriär
Mellan 1990 och 2005 arbetade han på Radio ZET, sedan 1997 har han lett radioprogram som Sponton, Szymoniada och Majewiada. Han har även arbetat för TV-kanalerna TVP, och Canal +. Han är presentatör för Mamy Cię! (som vi har dig!) i TVN. I samma kanal har han Szymon Majewski Show. Dessutom har han en kolumn i polska Playboy. Han har varit med i flera filmer, bland andra Kiler (1997), Matki, żony i kochanki II (1998), Kiler-ów 2-óch (1999), E=mc² (2002), Superprodukcja (2002) och TV-serien Niania (2006).
Majewski har vunnit flera priser och utmärkelser: Świry-priset, Telekamery-priset och Wiktory.
Hans självbiografi, Showman, en galen bekännelse - har utkommit på polska.

## Ędward Ącki
Ędward Ącki är Majewskis alter ego och det som han kanske är mest känd för. Ędward Ącki är den galne ledaren för det politiska partiet "EA - Uppriktig för smärta" (ĘĄ - Szczerzy do bólu). Den fiktiva karaktären genomför diverse upptåg i en påhittad ständigt pågående valkampanj.